# Thought Slime
Thought Slime är en pseudonym som används av en kanadensisk vänsterorienterad anarkistisk politisk kommentator på Youtube. I april 2021 hade hens Youtubekanal passerat 200 000 prenumeranter och 20 miljoner visningar.